# Franga
A franga [fɾaŋa] é uma unidade monetária obsoleta, igual a 5 leks, usada na República Albanesa, no Reino Albanês sob Zog I, no Protetorado Italiano da Albânia (de 1939–1941) e por fim, na Albânia ocupada pelos alemães.  As moedas denominadas em Franga estiveram em uso de 1926 a 1939.

## Moedas
Entre 1926 e 1938, moedas de 1, 2 e 5 frangas foram emitidas em prata (multa de 0,835 para os dois valores mais baixos, multa de 900 para as moedas de cinco frangas), enquanto 10, 20, 50 e 100 peças de franga foram cunhadas em ouro.
Peças fracionárias denominadas em lek e qindarka também foram emitidas no período.

## Galeria

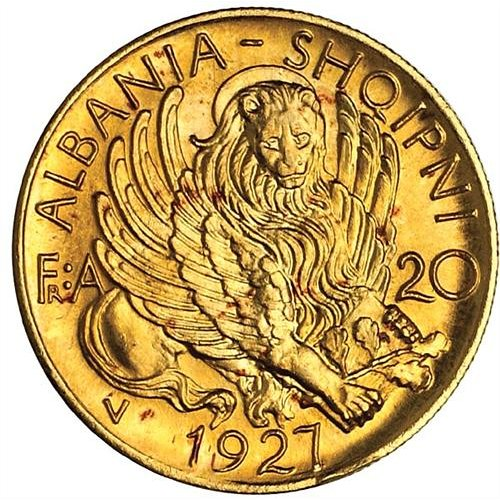
20 Frangas
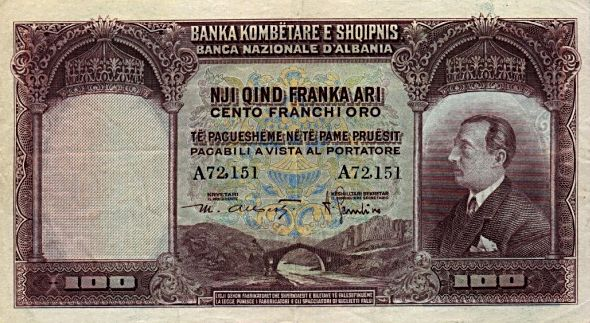
100 Frangas com retrato de Zog I